# Carlsbad Caverns Nemzeti Park
Az új-mexikói Carlsbad Caverns Nemzeti Park 189 km²-es területén található a világ egyik legnagyobb barlangrendszere. A barlangrendszer alapja egy korallzátony, amely 255 millió évvel ezelőtt keletkezett. A földtörténeti újkorban a fiatalabb rétegek lepusztulása miatt a felszínre került, és elkezdődött karsztosodása. Mintegy 80 barlangot tártak fel, közülük a legmélyebb, a 489 méter mélységű Lechuguilla-barlang. Ez az Egyesült Államok harmadik leghosszabb karsztbarlangja, folyosóinak hossza 209,6 km. Különleges értékei a bizarr formájú heliktitek (cseppkőfajta), amelyek olykor bokorformát képeznek. A Carlsbad-barlangban található az 1220 m hosszúságú, 191 m szélességű és 78 m magasságú „Big Room” nevű barlangterem, amely a világon az egyik legnagyobb.
A barlangok lakói a brazil szelindek-denevérek, amelyek évszázadok alatt tetemes mennyiségű guanót termeltek. A guanó kitermelése a 20. század első éveiben elkezdődött, de csak mintegy két évtizedig tartott, mert a terület védelem alá került. Ennek ellenére a környezetszennyezés miatt a denevérpopuláció létszáma 9 millióról 60 év alatt 1 millióra esett vissza.
A nemzeti park felszíne is különleges értékeket rejt. A vízszegény, félsivatagos terület növényfajokban gazdag, élnek itt különböző kaktuszok, arizonai diófák és jukkák. A 800 növényfaj mellett 60 emlősfaj és több mint 300 madárfaj él a területen.